# Elsau (Strasbourg)
 (février 2022).
Si vous disposez d'ouvrages ou d'articles de référence ou si vous connaissez des sites web de qualité traitant du thème abordé ici, merci de compléter l'article en donnant les références utiles à sa vérifiabilité et en les liant à la section « Notes et références ».
Pour les articles homonymes, voir Elsau.

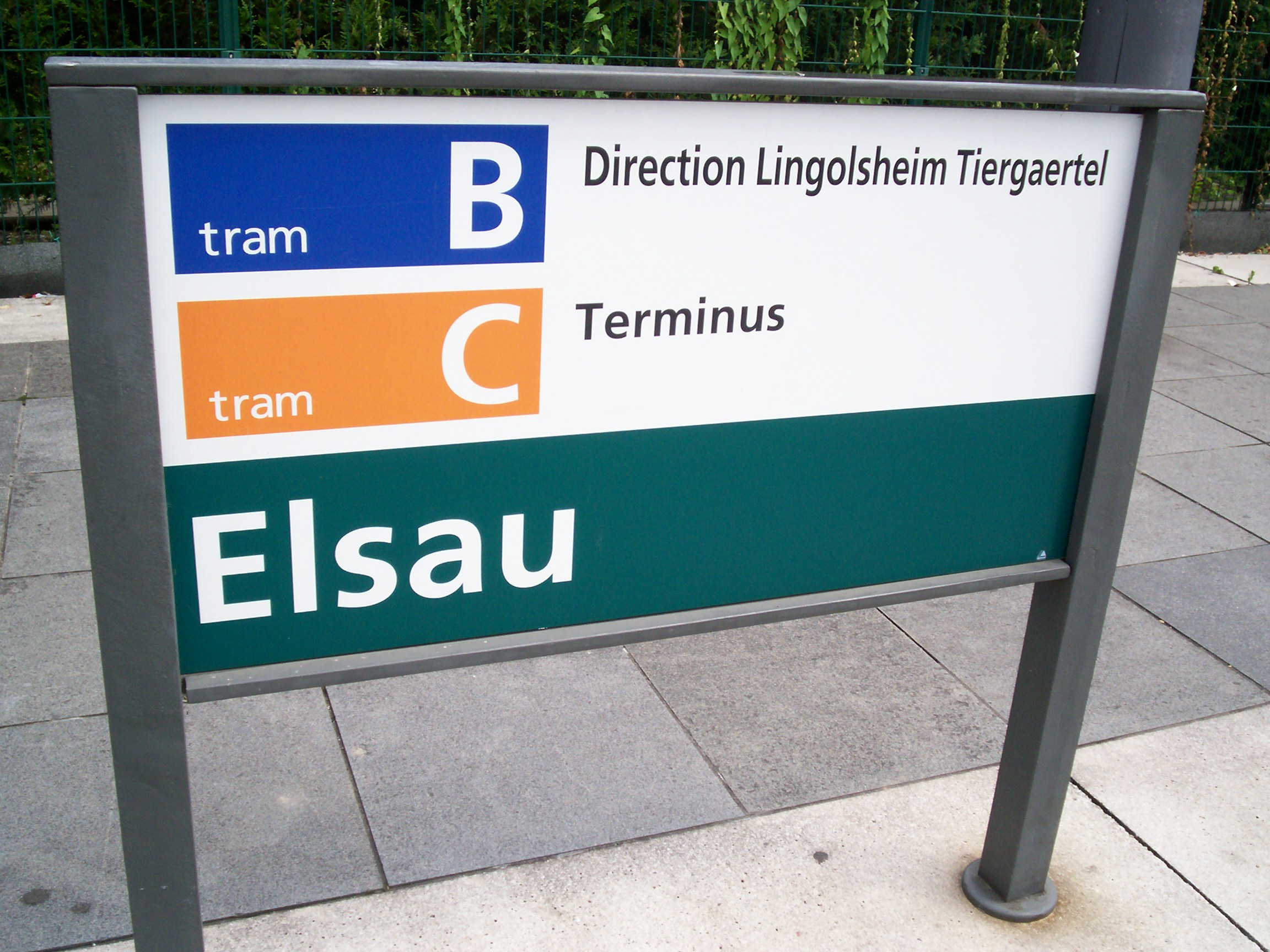
Signalétique à la station de tramway Elsau.

L'Elsau (prononcé [ɛlzaʊ] ou [ɛlzo]) est le nom d'un quartier situé dans le sud-ouest de la ville de Strasbourg.
Administrativement, l'Elsau forme un quartier à part entière. Il s'agit également d'un quartier prioritaire, avec 4 632 habitants en 2018.

## Localisation
Le quartier est enclavé par la rivière l'Ill et le canal du Rhône au Rhin. Il est délimité :
- au nord et à l'ouest par l'Ill qui le sépare de la Montagne Verte ;
- à l'est par le canal du Rhône au Rhin qui le sépare de la Meinau ;
- au sud par les communes d'Illkirch-Graffenstaden et Ostwald.

## Description
Le quartier, dont la construction a débuté en 1968 et qui était historiquement réduit à deux rues structurantes (rues de l'Oberelsau et de l'Unterelsau), s'est fortement développé dans les années 1970 avec la construction de grands ensembles sociaux, d'un lotissement de 200 maisons individuelles ou bi-familles et d'une dizaine d'immeubles collectifs. 
Depuis 2000, le quartier est desservi par ligne B du tramway (elle était également desservi par la ligne C de 2000 à 2010, puis par la ligne F jusqu'en 2020). En outre, les pistes cyclables permettent une liaison avec le centre-ville en moins de 15 minutes. Le parking relais-tram, particulièrement facile d'accès depuis l'autoroute A35, a la particularité de permettre le stationnement des camping-cars. 
Depuis 1988, la maison d'arrêt de Strasbourg est installée dans le quartier. Cet établissement, de conception moderne et à l'architecture hardie, a remplacé les prisons de la rue du Fil et Sainte-Marguerite (actuelle École nationale d'administration), ainsi que celles de Haguenau et de Saverne. La Maison d'arrêt abrite entre 700 et 800 détenus sur 100 ha. Sa construction, envisagée dès les années 1960, a été réalisée en 1987-1988 grâce à la volonté de Robert Badinter. La maison d'arrêt est l'un des signataires de la charte "tous unis pour plus de biodiversité" de la Eurométropole de Strasbourg. Elle est engagée dans une politique de développement durable déclinant des actions dans différentes directions : lutte contre le gaspillage alimentaire, tri et réduction des déchets, jardin partagé, maîtrise des fluides, promotion de la biodiversité, compostage (composteur d'une capacité de 50 m3). En 2014, l'établissement a été récompensé par le prix anti-gaspillage du ministère de l'agriculture, et par le prix de la semaine européenne de réduction des déchets (EWWR) remis à Budapest au mois de mai 2015.
Un dépôt de la Compagnie des transports strasbourgeois (CTS), ouvert en septembre 1999, se trouve dans le quartier.
L'hôpital de l'Elsau, rattaché aux Hôpitaux universitaires de Strasbourg, accueille le centre psychothérapique pour enfants et adolescents.
Une maison de retraite et une structure d'insertion sont également présents.
Le quartier est aussi doté d'un centre socio-culturel, d'une école de musique, d'une bibliothèque municipale, d'une mairie de quartier, d'un bureau de poste, de deux épiceries, deux restaurants, un bureau de tabac, un coiffeur, un dépôt de pain, deux écoles, un collège. 
Plusieurs clubs sportifs ont leurs attaches dans le quartier, en particulier de football (Strasbourg Elsau Portugais par exemple), de tennis et de boxe.
Cent soixante-deux jardins de l'Elsau sont soumis à une interdiction d'arrosage, car l'eau de la nappe phréatique ello-rhénane est polluée au perchloroéthylène.

## Toponymie
Elsau (Els-au, Ill-s-au) signifie « prairie entourée d’eau » (alsacien Aue ou Au) de la rivière Ill.